# Electromyiomma
Electromyiomma is een geslacht van wantsen uit de familie van de Miridae (blindwantsen). Het geslacht werd voor het eerst wetenschappelijk beschreven door Joeri Aleksandrovitsj Popov en Aleksander Herczek in 1992.

## Soorten
Het genus bevat de volgende soorten:

- Electromyiomma herczeki Kim & Jung, 2021
- Electromyiomma polonicum Popov & Herczek, 1992
- Electromyiomma schultzi Popov & Herczek, 1992
- Electromyiomma weitschati Popov & Herczek, 1992